# Wasserschloss Ulenburg

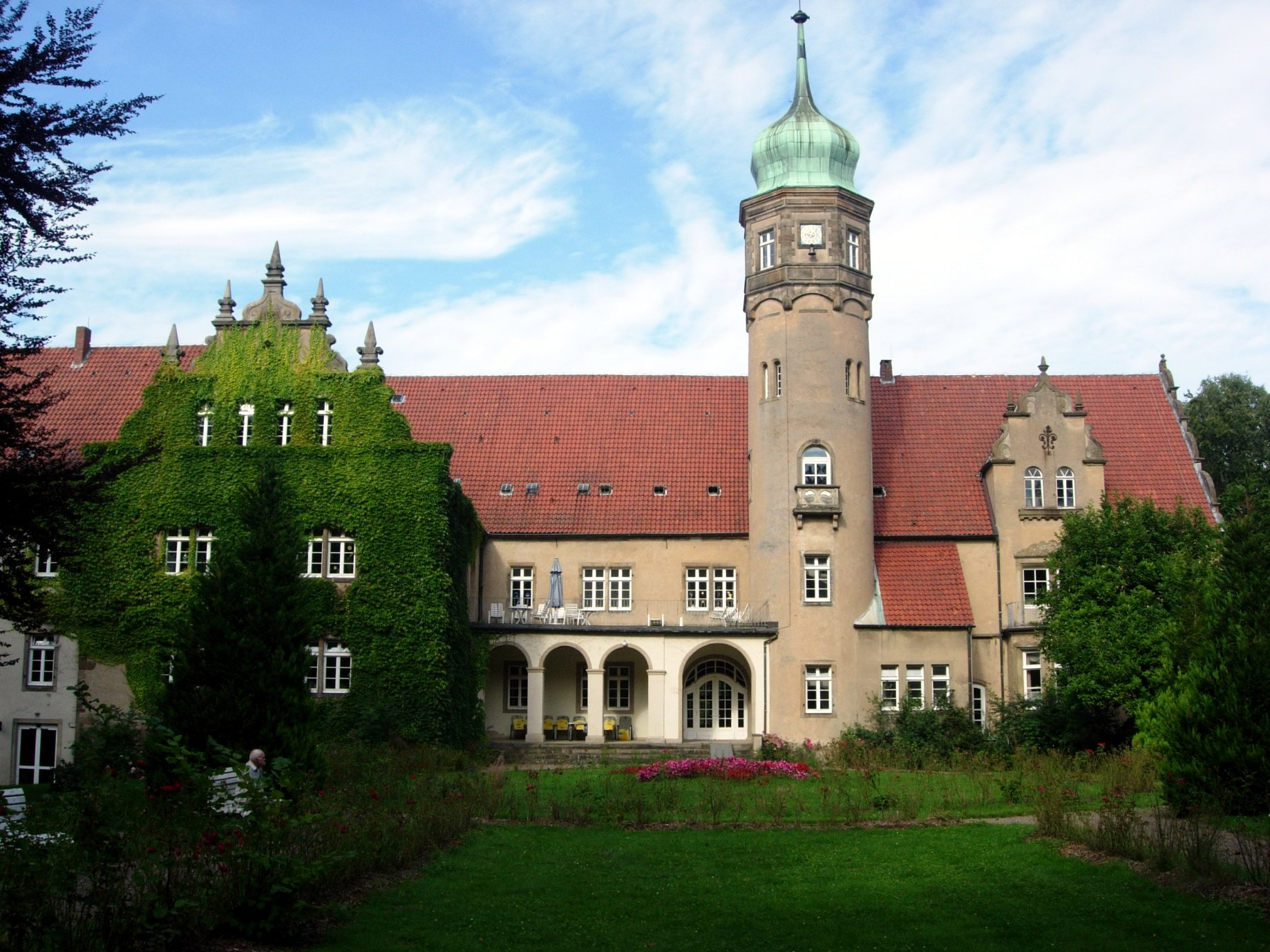
Schloss Ulenburg, Rückseite

Das Wasserschloss Ulenburg ist ein denkmalgeschütztes Profangebäude in der Buchenallee 16 in Ulenburg, einem Stadtteil von Löhne im nordrhein-westfälischen Kreis Herford.

## Baugeschichte und Architektur

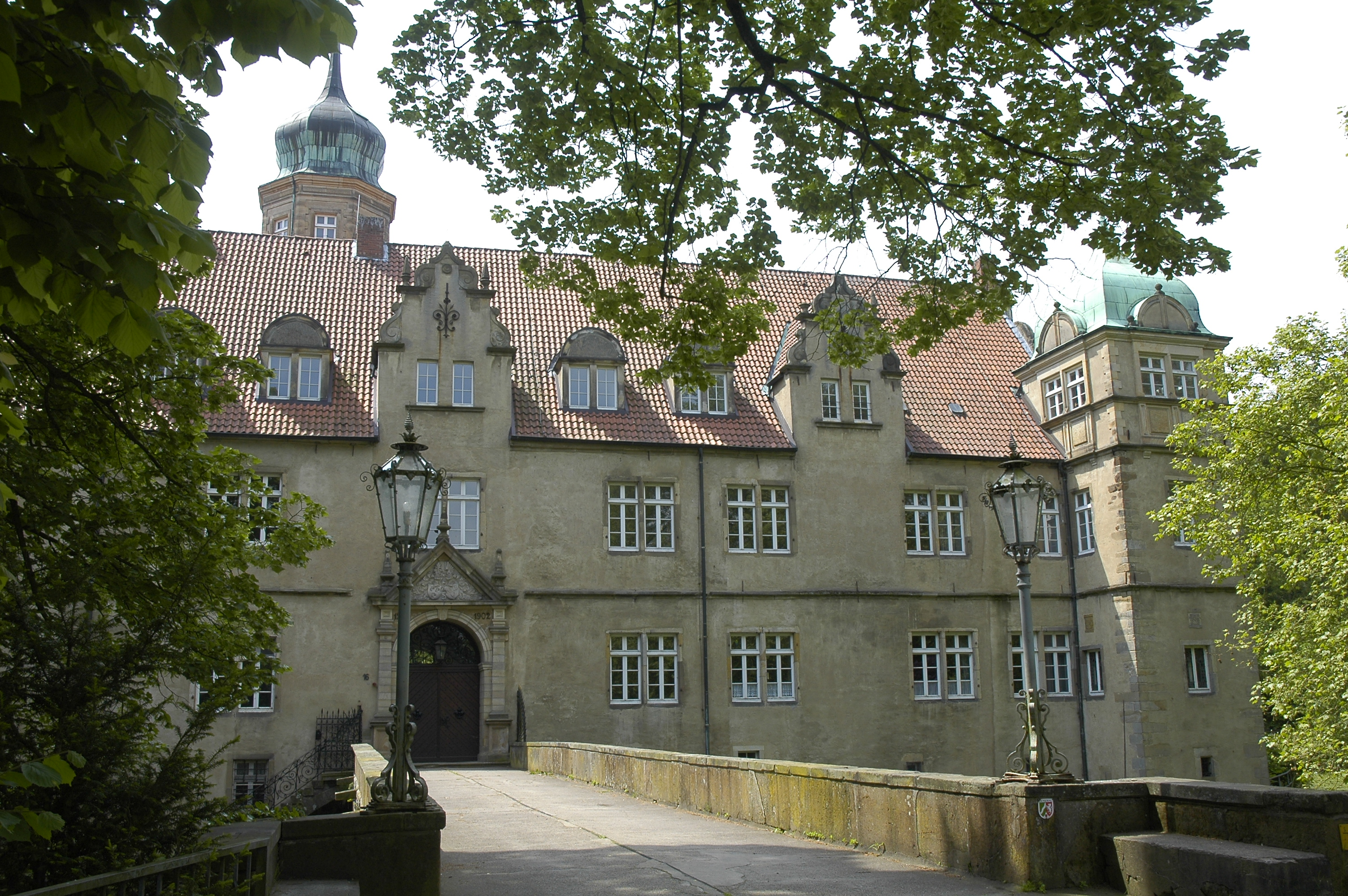
Frontseite des Hauptgebäudes

Das Wasserschloss wurde laut Bauakten zwischen den Jahren 1568 bis 1570 erbaut, zuvor war die Ulenburg keine Burg, sondern ein unbefestigter Meierhof der Familie von Quernheim vom nahegelegenen Rittergut Haus Beck. Die Jahreszahl 1299, die nachträglich über dem Haupteingang und auf einer Wetterfahne angebracht wurde, gilt fälschlicherweise als Jahr der Erbauung und bezieht sich nicht auf das Löhner Wasserschloss. Allerdings wird dieses Datum auch im Handbuch der deutschen Kunstdenkmäler und in der Denkmalliste der Stadtverwaltung genannt. Im 15. und 16. Jahrhundert war die Oberherrschaft des Lehens streitig zwischen dem Hochstift Minden und dem Haus Lippe.
Der sandsteingegliederte Putzbau im Stil der Weserrenaissance steht auf einem hohen Sockel. Auf der Rückseite befindet sich ein Treppenturm. Er wurde von 1568 bis 1569 für Hilmar von Quernheim errichtet und von 1652 bis 1660 um den Turm an der Wasserseite, den gartenseitigen Nordflügel und die Zwerchhäuser erweitert. Im Laufe der folgenden Jahrhunderte wechselte das Schloss mehrfach den Besitzer.
Von 1902 bis 1912 wurde die Anlage ausgebaut und vor allem die Gartenseite verändert; unter anderem wurden die beiden Türme erhöht. Das Portal an der Hauptseite wurde ebenso wie die Steinbogenbrücke 1902 erneuert. Ein filigran verzierter Erker auf reich profilierten Kragsteinen stammt noch vom Ursprungsbau und ist die Arbeit eines Meisters Gerdt. Er wurde 1962 restauriert. Die Pfeilergiebel an den Schmalseiten hat der Meister Johann Korffmacher geschaffen.

## Nutzung und Bewohner
Im Jahr 1927 kaufte die Diakonische Stiftung Wittekindshof, ein Sozialunternehmen für Menschen mit geistiger und mehrfacher Behinderung, das Schloss und betrieb dort bis ins Jahr 2008 hinein eine Pflegeeinrichtung zur Betreuung geistig behinderter Menschen. Im Jahr 2014 wechselte das Schloss von der Diakonische Stiftung Wittekindshof in den Besitz einer Jesidischen Gemeinde und wird seitdem umgebaut. Zukünftig soll in der Ulenburg ein Bildungs- und Studienzentrum für Jesiden aus ganz Europa entstehen. Im Erdgeschoss sollen Konferenzräume und ein Café entstehen, im Obergeschoss soll der jesidische Sender Çira TV mit einem Fernsehstudio untergebracht werden. Im Dachgeschoss werden Gästezimmer eingerichtet. Außerdem sollen das Gebäude und der angrenzende Park auch wieder für Veranstaltungen wie beispielsweise Gottesdienste oder Bürgerfeste zur Verfügung stehen. Ab Frühjahr 2017 sollen auch Hochzeiten im renovierten Veranstaltungssaal der Ulenburg möglich sein.

### Wasserschloss Ulenburg als Fledermausquartier und FFH-Gebiet
Der Dachboden des Wasserschlosses Ulenburg ist 2004 als FFH-Gebiet Schloss Ulenburg mit einer Größe von 0,11 ha ausgewiesen worden. Auf dem Dachboden befindet sich eine Wochenstube der Fledermausart Großes Mausohr (Myotis myotis).